# Kranidi
Kranidi (Grieks: Κρανίδι, Katharevousa: Κρανίδιον) is een Griekse plaats en voormalige gemeente in Argolis in de bestuurlijke regio Peloponnesos in Griekenland. Sinds 2011 maakt het deel uit van de gemeente Ermionida. Het heeft in 2001 10.347 inwoners.
Kranidi is gelegen ten zuidoosten van Argos en Nauplion, circa 50 km van Lygouri en zuidwestelijk van Troizina en Ermioni.
Kranidi is bekend om de verblijfplaats van vakantiehuizen van bekende personen als onder meer koning Willem-Alexander en koningin Máxima, de Russische president Vladimir Poetin en acteur Sean Connery.
Bezienswaardigheden in de omgeving zoals Mycene, Epidaurus en Olympia zijn goed bereikbaar.

## Geschiedenis

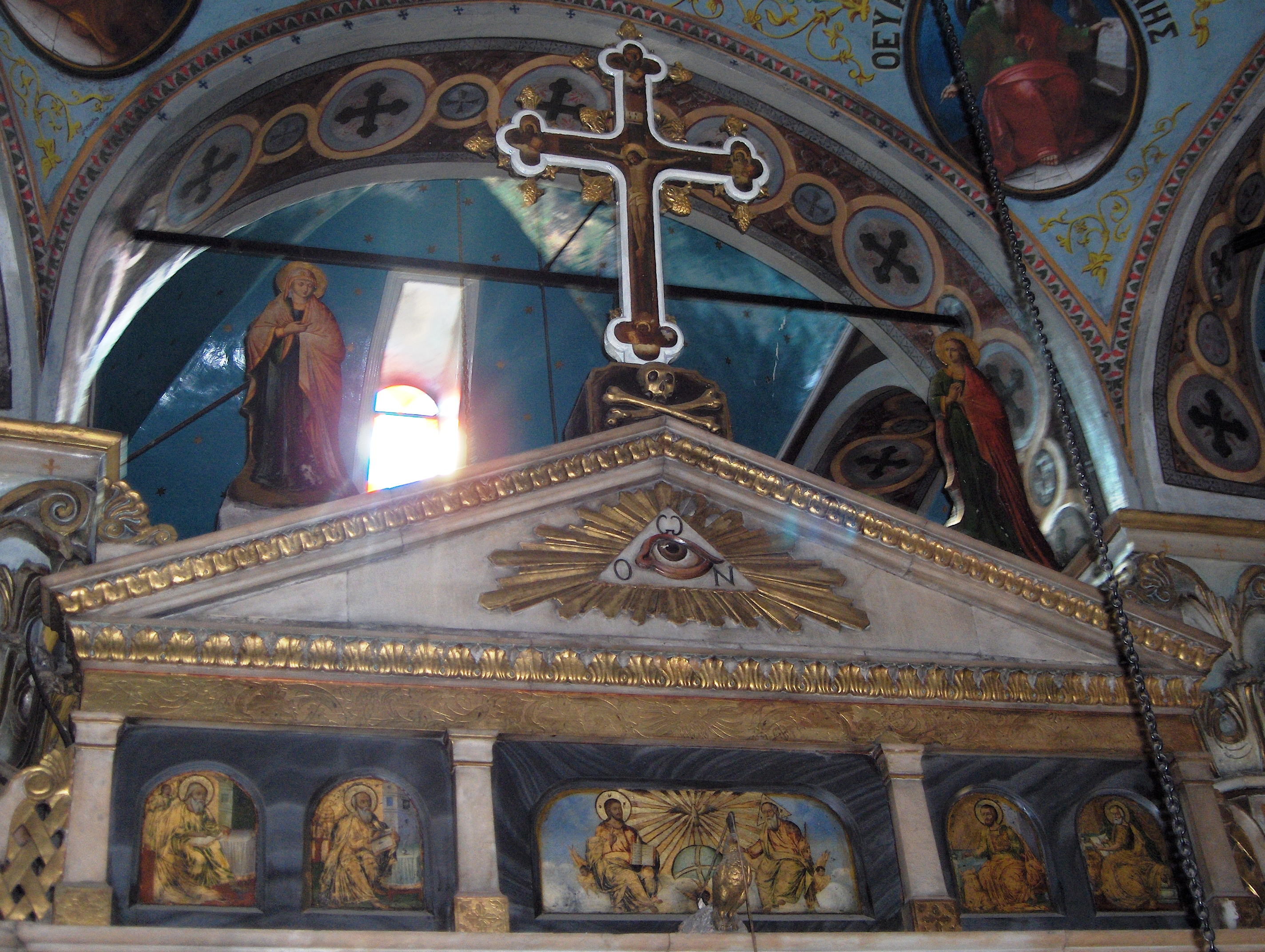
altaar in de kerk Agios Prodromos

Kranidi was een van de centra van de Griekse opstand van 1777. Na het mislukken vertrokken velen naar de Peloponnesos, Europa en Rusland. Ook emigreerden ze naar Cyprus.

## Demografie
| Jaar | district | gemeente |
| ---- | -------- | -------- |
| 1981 | 3.949    | -        |
| 1991 | 3.959    | 8.973    |
| 2001 | -        | 10.347   |

## Geografie
De omgeving rotsachtig en voorzien van bos. Op circa 800 m bevinden zich heuvels.

### Omliggende plaatsen
Omliggende plaatsen zijn onder meer:
- Porto Cheli, S
- Kosta
- Porto Cheli